# 7-я воздушная армия (1946)
7-я воздушная армия (7-я ВА) — воздушная армия РККА в составе Вооружённых сил СССР в период с 1946 по 1950 годы.

## Наименования
- 7-я воздушная армия;
- 62-я воздушная армия (с 20 февраля 1949 года);
- 42-я воздушная истребительная армия ПВО.

## История организационного строительства
Сформирована в 1946 году приказом НКО в составе Закавказского военного округа приданием частей и соединений, выводимых из групп войск за рубежом. Армии присвоен номер расформированной в апреле 1946 года 7-й воздушной армии.
В феврале 1949 года на основании Директивы Генерального штаба армия была переименована в 62-ю воздушную армию.
В марте 1950 года на основе Постановления Совета Министров СССР от 20 марта 1950 года и в соответствии с Директивой Генерального штаба на базе 62-й воздушной армии была сформирована 42-я воздушная истребительная армия ПВО.

## Командующие армией
- Генерал-лейтенант авиации Осипенко Александр Степанович, 09.1945 - 08.1946
- Генерал-полковник авиации Хрюкин Тимофей Тимофеевич, 07.1944 - 04.1949
- Генерал-лейтенант авиации Зимин Георгий Васильевич, 06.1949 - 03.1950

## В составе объединений
| Округ                      | Период                  |
| -------------------------- | ----------------------- |
| Бакинский военный округ    | 1946 — 25.05.1946       |
| Закавказский военный округ | 25.05.1946 — 01.02.1950 |
| Бакинский район ПВО        | 01.02.1950 — 20.02.1950 |

## Состав
- 5-й истребительный авиационный Львовский Краснознамённый ордена Богдана Хмельницкого корпус;
  - 8-я гвардейская истребительная авиационная дивизия
    - 2-й гвардейский истребительный авиационный полк[4]
    - 40-й гвардейский истребительный авиационный полк[4]
    - 41-й гвардейский истребительный авиационный полк[4]
- 309-я истребительная авиационная дивизия
  - 49-й истребительный авиационный полк
  - 162-й истребительный авиационный полк
  - 172-й истребительный авиационный полк
- 236-я истребительная авиационная дивизия
  - 117-й гвардейский истребительный авиационный полк[4]
  - 168-й гвардейский истребительный авиационный полк[4]
  - 267-й истребительный авиационный полк[4] (с 07.09.1945 г., аэр. Ленинакан)
- 259-я истребительная авиационная Городокская ордена Ленина Краснознамённая ордена Суворова дивизия
  - 761-й истребительный авиационный полк[4];
  - 976-й истребительный авиационный полк[4];
  - 21-й истребительный авиационный полк[4];
  - 907-й истребительный авиационный полк[4]
- 3-й гвардейский истребительный авиационный Ясский Краснознамённый ордена Суворова корпус:
  - 13-я гвардейская истребительная авиационная Полтавско-Александрийская Краснознамённая ордена Кутузова дивизия:
    - 149-й гвардейский истребительный авиационный полк;
    - 150-й гвардейский истребительный авиационный полк;
    - 151-й гвардейский истребительный авиационный полк;
    - 115-й гвардейский истребительный авиационный полк;

  - 14-я гвардейская истребительная авиационная Кировоградско-Будапештская Краснознамённая ордена Суворова дивизия:
    - 177-й гвардейский истребительный авиационный полк;
    - 178-й гвардейский истребительный авиационный полк;
    - 179-й гвардейский истребительный авиационный полк.
- 188-я бомбардировочная авиационная Рижская дивизия:
  - 4-й гвардейский бомбардировочный авиационный Новгородский полк.
  - 367-й бомбардировочный авиационный Краснознаменный полк.
  - 373-й ночной бомбардировочный авиационный полк.
  - 650-й бомбардировочный авиационный Краснознаменный полк.
- 199-я штурмовая авиационная Слонимская Краснознамённая дивизия (Насосная, расформирована в полном составе 27.04.1946 г.)
  - 136-й штурмовой авиационный Новогеоргиевский ордена Суворова полк
  - 569-й штурмовой авиационный Осовецкий Краснознаменный ордена Суворова полк
  - 783-й штурмовой авиационный Танненбергский Краснознаменный полк

### После февраля 1949 года
- 36-й истребительный авиационный корпус (Кировабад);
- 62-й истребительный авиационный Львовский Краснознамённый ордена Богдана Хмельницкого корпус (Баку);
- 72-й гвардейский истребительный авиационный Ясский Краснознамённый ордена Суворова корпус (Красноводск)

## Базирование
| Период            | Аэродромы                 |
| ----------------- | ------------------------- |
| 1946 — 20.02.1950 | Баку, Азербайджанская ССР |